# Comparsa

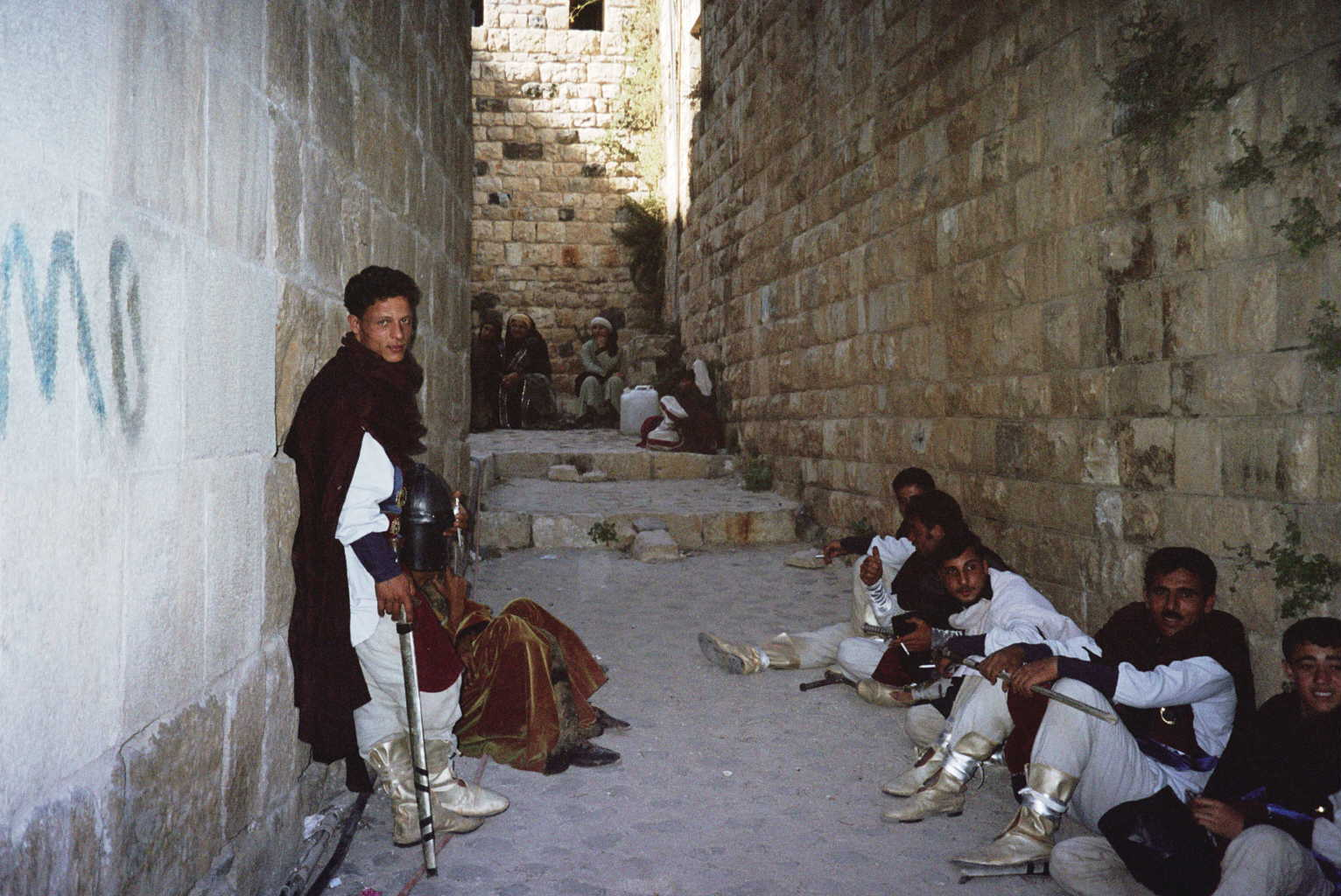
Alcune comparse si riposano in una pausa della lavorazione di un film

La comparsa, nell'ambito cinematografico e teatrale, è un attore, generalmente non professionista, che compare come figurante a contorno delle scene di un film; spesso si tratta di scene di gruppo.
È detta generico o figurante la comparsa che può avere qualche battuta.

## Attori che hanno fatto le comparse ad inizio carriera
Quando un attore famoso fa una breve apparizione, anche di contorno, in un film si parla di cameo, diverso è il caso di attori che al momento della comparsata non hanno alcuna popolarità. Difatti capita che, ad inizio carriera, molti attori poi divenuti celebri si siano prestati ad apparizioni in veste di semplice comparsa. Alcuni di questi sono stati riconosciuti, anche se successivamente, pur senza rientrare nei titoli di coda, sono stati in seguito inseriti nelle schede dei vari dizionari di cinema.
- Clint Eastwood è uno dei tanti piloti di jet utilizzati nel film Tarantola (1955) e questa viene considerata la sua prima apparizione cinematografica.[2]
- Bruce Willis è un uomo che entra al ristorante mentre il protagonista sta uscendo in Delitti inutili (1980).[3]
- Sylvester Stallone, dopo aver recitato per la prima volta in un porno soft, appare, nella parte di un teppista, nel film Il dittatore dello stato libero di Bananas (1971) di Woody Allen.
- Sharon Stone fa la sua prima apparizione in assoluto per pochi secondi nella scena iniziale di Stardust Memories (1980) di Woody Allen.[4]

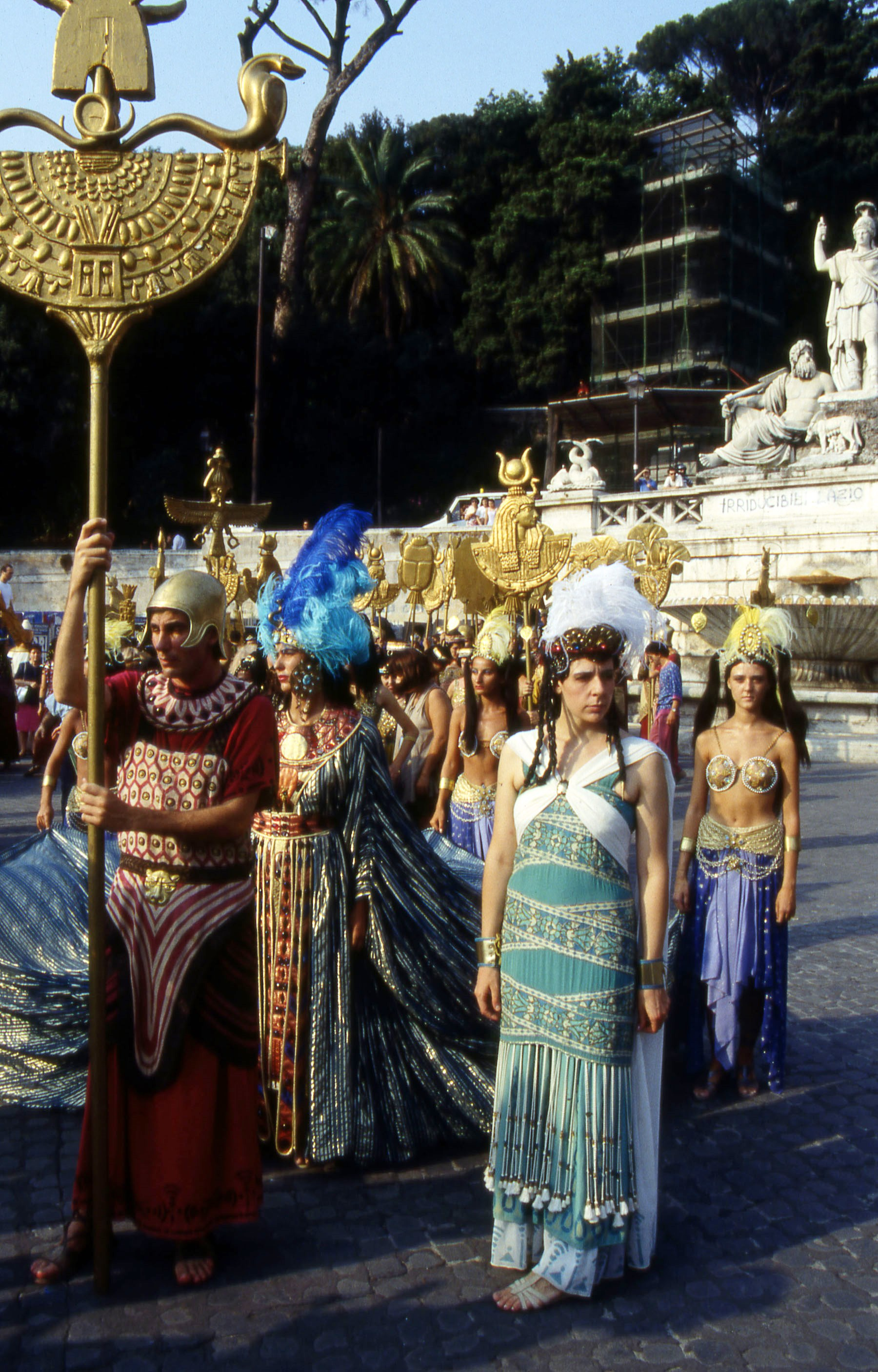
Figuranti per l'Aida a Caracalla Roma 1992